# Alexander Moyzes
Pour les articles homonymes, voir Moyzes.
Alexander Moyzes est un compositeur et pédagogue slovaque, né à Kláštor pod Znievom (région de Žilina, Slovaquie) le 4 septembre 1906, décédé à Bratislava (Slovaquie) le 20 novembre 1984.

## Biographie
De 1925 à 1928, au conservatoire de Prague, il étudie l'orgue, la composition, l'orchestration, la direction d'orchestre (avec Otakar Ostrčil) et la théorie musicale lors d'un premier cycle d'études dont il sort diplômé. Un second cycle au même lieu lui permet de parfaire son apprentissage de la composition auprès de Vítězslav Novák, de 1928 à 1930. Dès 1928 et jusqu'en 1948, il enseigne la théorie musicale et la composition à l'académie de musique et de théâtre (devenue conservatoire d'État en 1941) de Bratislava. Puis, de 1949 à 1978, il est professeur de composition uniquement à ladite académie, dont il est également le recteur entre 1965 et 1971.
Considéré comme l'un des pères fondateurs, avec Ján Cikker et Eugen Suchoň, de la musique classique slovaque au XXe siècle, il est l'auteur d'œuvres dans un style romantique tardif (dit néo-romantique), comprenant notamment de la musique de chambre (dont quatre quatuors à cordes), des compositions pour orchestre (dont douze symphonies et trois concertos), un opéra, des pièces pour piano, pour voix soliste(s) et/ou chorales.
Il a également écrit des musiques pour la radio (de 1937 à 1948, il est chef du département musique à la radio slovaque de Bratislava) et quelques musiques de films (l'IMDB le recense comme n'en ayant composé qu'une). Enfin, on lui doit de très nombreux arrangements pour des formations vocales et instrumentales diverses, dans le domaine de la musique traditionnelle (ou folklorique).

## Compositions (sélection)

### Pièces pour piano
- 1927 : Sonate en mi mineur op. 2 (révision 1942) ; Deux fugues op. 4 ;
- 1930 : Divertimento op. 11 ;
- 1942 : Suite op. 15 ;
- 1957 : Zbojnícka rapsódia op. 52.

### Musique de chambre
Quatuors à cordes
(n° 1) en la mineur op. 7 (1929, révision 1942) ; n° 2 en ré op. 66 (1969) ; n° 3 op. 83 (1981) ; n° 4 op. 84 (1983). 
Autres œuvres
- 1930 : Jazzová sonáta (Sonate de jazz) pour deux pianos op. 14 n° 2 (révision 1971) ;
- 1933 : Quintette à vent op. 17a ;
- 1940 : Poetická suita (Suite poétique) pour violon et piano op. 35 ;
- 1962 : Malé trio (Petit trio à cordes) op. 58 ; Malá sonáta (Sonata piccola) pour violon et piano op. 63 ;
- 1976 : Sonatine pour flûte et guitare op. 75.

### Musique pour orchestre
Concertos
- 1933 : Concertino pour orchestre op. 18 ;
- 1941 : Concerto pour piano op. posthume (révision du concertino op. 18 susvisé) ;
- 1958 : Concerto pour violon op. 53 ;
- 1967 : Concerto pour flûte op. 61.

Symphonies
No 1 en ré majeur op. 31 (1929, révision 1936) ; no 2 en la mineur op. 16 (1932, révision 1941) ; no 3 Malá symfónia (Petite Symphonie) en si bémol majeur op. 17b (1942) ; no 4 en mi bémol majeur op. 38 (1947, révision 1958) ; no 5 en fa majeur op. 39 (1948) ; no 6 Pionierska en sol majeur op. 45 (1951) ; no 7 op. 50 (1955) ; no 8 op. 64 (1969) ; no 9 op. 69 (1971) ; no 10 op. 77 (1978) ; no 11 op. 79 (1978) ; no 12 op. 83 (1983). 
Autres œuvres
- 1929 : Ouverture symphonique op. 10 ;
- 1930 : Divertimento op. 11 (version pour orchestre de l'œuvre homonyme pour piano, mêmes année et opus, susvisée) ;
- 1934 : Ouverture dramatique Nikola Šuhaj op. 22 ;
- 1935 : Milan Rastislav Štefánik, suite op. 20 (tirée de la musique du film homonyme réalisé par Jan Sviták en 1935) ; Tri skice o Bratislave (Trois croquis de Bratislava) op. 29 ; Váh, suite op. 26 ;
- 1937 : Malá serenáda (Petite Sérénade) pour orchestre de chambre op. 32 ;
- 1945 : Dolu Váhom, suite romantique op. 27 (révision de la suite Váh op. 26 de 1935 susvisée) ;
- 1950 : Tance z Pohronia (Danses de Pohronie), suite op. 43 ;
- 1952 : Februárová (Février), prélude op. 48 ;
- 1955 : Tance z Gemera (Danses de Gemer), suite op. 51 ;
- 1962 : Sonatina giocosa op. 57 ;
- 1969 : Partita na poctu Majstra Pavla z Levoče (Partita sur le nom de Maître Paul de Levoča) op. 67 (révision 1970 ; + version pour piano + version pour orgue) ;
- 1971 : Vatry na horách (Vatry à la montagne) op. 70 ;
- 1972 : Stráž domova op. 71 ;
- 1974 : Musica Istropolitana, ouverture concertante pour orchestre de chambre op. 73 ;
- 1975 : Hudba žene, étude symphonique op. 74 ;
- 1976 : Povesť o Jánošíkovi, suite rhapsodique op. 76.

### Œuvres pour voix soliste(s)
- 1928 : Farby na palete (Les couleurs sur la palette) pour voix et piano op. 5 ;
- 1937 : Šesť ľudových piesní (Six chansons populaires) pour basse, flûte et piano op. 32 ;
- 1943 : Cesta, cycle pour soprano (ou ténor) et piano (ou orchestre) op. 19 ;
- 1960 : V jeseni (En automne) pour mezzo-soprano et piano (ou orchestre) op. 56 ;
- 1963 : Ramná rosa (La Rosée du matin) pour mezzo-soprano et piano op. 59 ;
- 1966 : Udatný kráľ (Le Roi galant), opéra pour soli, chœurs et orchestre.

### Œuvres chorales
- 1932 : Demontáž (Sinfonia cantate), cantate pour soli, chœurs et orchestre op. 12 ;
- 1942 : Sinfonia da chiesa pour soprano, ténor, baryton, chœurs, orgue et orchestre op. 36 ;
- 1948 : Znejú piesne na chotári, pour soprano, ténor, chœurs et orchestre op. 40 ;
- 1951 : Chceme mier ! (Nous voulons la paix !), cantate pour soprano, ténor, chœurs et orchestre op. 46 ;
- 1960 : Baladická kantáta (Ballade-cantate) pour ténor, chœurs et orchestre op. 55.